# Hiện tượng mao dẫn
Hiện tượng mao dẫn là hiện tượng chất lỏng tự dâng lên cao trong vùng không gian hẹp mà không cần, thậm chí ngược hướng, với ngoại lực (như trọng lực). Hiện tượng có thể quan sát ở các ống tiết diện nhỏ, các khe rất hẹp giữa hai tấm kính, nhựa, giữa các răng của bàn chải,...
Nguyên nhân do bản thân trong chất lỏng có lực dính ướt (lực làm cho dung dịch giữ lại trên bề mặt các chất và sức căng bề mặt). Khi lực dính ướt lớn hơn sức căng bề mặt thì dung dịch được kéo lên trên bề mặt chất lỏng một khoảng. Ví dụ như dung dịch bị hút vào các khe nứt. Nếu chất lỏng có sức căng bề mặt lớn hơn lực dính ướt. Ví dụ: Nước trên lá dọc mùng dung dịch vo tròn để năng lượng liên kết lớn nhất khi đó dung dịch không bị dính vào bề mặt. Vậy hiện tượng mao dẫn là hiện tượng lực dính ướt của dung dịch thắng được sức căng bề mặt nhằm kéo dung dịch lên trên các ống dẫn.

## Lịch sử

Hiện tượng mao dẫn của nước khi so sánh với thủy ngân, cùng với một ống bằng chất lưỡng cực như thủy tinh

Việc quan sát đầu tiên của hiện tượng mao dẫn được Leonardo da Vinci thực hiện. Một cựu sinh viên của Galileo, Niccolò Aggiunti, được cho là đã xem xét hiện tượng mao dẫn. Năm 1660, hiện tượng mao dẫn vẫn là một điều mới mẻ đối với nhà hoá học người Ireland Robert Boyle, khi ông nói rằng "một số người đàn ông người Pháp tò mò" đã quan sát thấy rằng khi một ống tuýp được nhúng vào nước, "nước trong ống sẽ cao lên". Boyle sau đó báo cáo một thí nghiệm trong đó ông nhúng một ống mao dẫn vào rượu vang đỏ và sau đó đưa ống vào chân không một phần. Ông nhận thấy rằng chân không không có ảnh hưởng đáng kể nào về chiều cao của chất lỏng trong ống mao dẫn, do đó hành vi của chất lỏng trong các ống mao dẫn là do một hiện tượng khác với những gì đã điều chỉnh trong các ống đo áp suất khí quyển bằng thủy ngân.
Các nhà khoa học khác cũng nhanh chóng nghiên cứu hiện tượng này.  Một số người (ví dụ Honoré Fabri, Jacob Bernoulli) nghĩ rằng chất lỏng tăng lên trong các ống mao dẫn vì không khí không thể đi vào các mao mạch dễ dàng như chất lỏng, vì vậy áp suất không khí bên trong ống thấp hơn. Những người khác (ví dụ: Isaac Vossius, Giovanni Alfonso Borelli, Louis Carré, Francis Hauksbee, Josia Weitbrecht) nghĩ rằng các hạt chất lỏng bị hút vào nhau và bị hút vào thành ống mao dẫn.
Mặc dù các nghiên cứu thực nghiệm vẫn tiếp tục trong thế kỷ 18, [14] một phương pháp điều trị định lượng thành công mao mạch [15] đã không đạt được cho đến năm 1805 bởi hai nhà điều tra: Thomas Young của Vương quốc Anh [16] và Pierre-Simon Laplace của Pháp.[17 ] Họ rút ra phương trình Young - Laplace của hành động mao dẫn. Đến năm 1830, nhà toán học người Đức Carl Friedrich Gauss đã xác định các điều kiện biên điều chỉnh hành động mao dẫn (tức là, các điều kiện tại giao diện rắn-lỏng).[18] Năm 1871, nhà vật lý người Anh William Thomson, Nam tước thứ nhất Kelvin đã xác định ảnh hưởng của sụn đối với áp suất hơi của chất lỏng. Một mối quan hệ được gọi là phương trình Kelvin.[19] Nhà vật lý người Đức Franz Ernst Neumann (1798-1895) sau đó đã xác định sự tương tác giữa hai chất lỏng bất biến.[20]
Bài báo đầu tiên của Albert Einstein, được đệ trình cho Annalen der Physik vào năm 1900, là về mao mạch.[21] [22]

## Ví dụ
Bấc đèn dầu thấm dầu ở dưới và đưa lên phía trên nhờ hiện tượng mao dẫn qua các lỗ nhỏ trong bấc đèn, khăn giấy thấm nước cũng nhờ hiện tượng mao dẫn.
Cây dùng hiện tượng mao dẫn để dẫn nước từ rễ lên các bộ phận thông qua hệ thống mạch.
Để nghiên cứu hiện tượng mao dẫn, người ta dùng ống mao dẫn có tiết diện nhỏ.